# Adam Holm Jørgensen
Adam Holm Jørgensen (født 1. september 2002 på Frederiksberg) er en cykelrytter fra Danmark, der er på kontrakt hos ColoQuick.

## Karriere
I juni 2018 blev han U17-danmarksmester i holdløb og i august 2018 U17-danmarksmester i både enkeltstart og linjeløb.
Sammen med Carl-Frederik Bévort blev Adam Holm Jørgensen i januar 2020 U19-danmarksmester i parløb.
I 2020 blev han 3'er i det samlede klassement i det schweiziske U19 løb Grand Prix Rüebliland.
Fra starten af 2021 skiftede Adam Holm fra Team ABC Junior til kontinentalholdet BHS-PL Beton Bornholm, og kørte sin første sæson som senior for det bornholmske hold.
I 2021 vandt han sammen med BHS-PL Beton Bornholm danmarksmesterskabet i holdløb.
I 2022 vandt han 3. etape af Tour de l'Avenir.
I 2024 blev han samlet vinder af Bording Cup, hvor han også vandt ungdomstrøjen.